# Composition des équipes au Championnat du monde masculin de handball 2013
Cet article détaille la composition des équipes au Championnat du monde masculin de handball 2013.
Chaque équipe est composée de 16 joueurs auxquels ont pu être ajoutés un ou deux joueur(s) remplaçant(s). Le nombre de sélection, le nombre de buts marqués et les clubs sont ceux avant la compétition (au 15 janvier 2013).